# 京本大我
京本 大我（きょうもと たいが、1994年〈平成6年〉12月3日 - ）は、日本のアイドル、俳優、タレント、歌手、シンガーソングライター、フォトグラファー、ミュージカル俳優。男性アイドルグループ・SixTONESのメンバー。愛称はきょも。
東京都出身。STARTO ENTERTAINMENT所属。

## 来歴
- 2006年5月、ジャニー喜多川のスカウトによりジャニーズ事務所にレッスン生として入所する[注 1]。同年、ジャニーズJr.内ユニット・Kitty Jr.のメンバーに選ばれる[8]。2010年には少年邦楽専科というユニットを組み、『滝沢歌舞伎 -TAKIZAWA KABUKI-』にも出演した[9]。
- 2012年4月 - 6月、ドラマ『私立バカレア高校』に出演[10]。同年9月8日・9日には同ドラマ出演のJr.メンバー6人でジャニー喜多川に直談判し[11]、通称・バカレア組メインコンサート『Johnny's Jr. Johnny's Dome theather〜SUMMARY〜』を開催 [12]。
- 2015年5月1日、『ジャニーズ銀座2015』で、テレビドラマ『私立バカレア高校』出演者6人のグループSixTONES結成が発表され、メンバーに選ばれる[13]。
- 2015年6月-8月、ミュージカル『エリザベート』に出演。オーストリア皇太子ルドルフ役を演じる[14]。その後2016年も引き続き同作品同役に抜擢。東京、博多、名古屋、3都市での公演に出演する[15][16][17]。
- 2019年、「HARUTO」でミュージカル初主演をつとめる[18]。
- 2020年1月22日、SixTONESのメンバーとしてCDデビュー[19]。
- 2023年12月24日、公式Xを開設した[20]。
- 2024年3月14日、元旦から公式Instagram「見習いアーティスト」を開設し、投稿を行っていたことを報告した[21]。9月3日、ソロのクリエイティブ・プロジェクト『ART-PUT』の始動を公式Xで発表[22]。プロジェクトの公式サイトや公式YouTubeを開設し、自作曲「Prelude」のMVを公開する[23]。自身が30歳になる12月3日には東京ガーデンシアターでソロライブを開催した[24]。
- 2025年4月23日にART-PUTとして初のCDアルバム『PROT.30』をリリースし[25]、同年5月8日からソロライブツアーを行うことを発表[26]。

## 人物

### 入所経緯
家族旅行中にハワイの飲食店で撮影した店主との2ショット写真が偶然ジャニー喜多川の目に止まり、父親である京本政樹へ連絡が入る。後日堂本光一の舞台や滝沢秀明の舞台稽古を見学したところ興味を持ち、自ら進んで舞台や稽古の見学に行くようになる。KAT-TUNのアリーナコンサートに見学に行った際、楽屋前の廊下で中島裕翔と遊びながら「青春アミーゴ」を踊っている様子をジャニー喜多川が目撃。「出てみる？」と声をかけられ、初舞台に立った。突然の東京ドームの舞台に緊張してしまったが、亀梨和也が優しく対応してくれたこともあり良い思い出であると語る。

### 父親
父は俳優の京本政樹、母はきゃんきゃんの山本博美。
2013年『滝沢演舞城』で父親と初共演。同年6月には親子で『徹子の部屋』にも出演した。同公演で立ち回りをこなす父の姿を間近で見ることにより、芸能界の先輩としての尊敬の念が大きくなり、この共演をきっかけに二世であることに対する抵抗も軽減されたと語る。その後も、オーディションにより得ている仕事であっても、相変わらず二世だから仕事がもらえているという偏見の目で見られることが多かったが、それを逆手により良いものを見せることで大逆転を狙うというプラス思考に転換。必死に練習した結果新しい発声法が身に付き、ミュージカルファンからも高い評価を得ることができたという。父親からは「力をつけろ」とだけ言われており、怒られることも褒められることもなく、見守ってもらっているという。芸能界をよく知る父親に仕事の相談をすれば正解は返ってくると分かっているが、自分の人生は自分で楽しみ、たとえ失敗しても自分の直感で動いていたいと考え、父親に仕事の相談することはないと話す。
二世ということで遠回りしていることもあると感じるが、歌を好きになりこの世界に興味が持てたのは父親のおかげであり、二世ということに向き合い多くの人に認めてもらいたいと語る。
父親から朱色のギターをプレゼントしてもらい、それが自作曲「SUNRISE」のイメージにシンクロしていたという。また、小学校の頃、誕生日に自分が書いた深緑のギターの絵をもとに本物のギターをプレゼントしてくれた思い出を語っている。

### 音楽
音楽が大好きで、自ら作詞・作曲した曲をコンサートや舞台で度々披露している。歌は活動の原動力であり、メッセージ性のある曲を制作し、ファンの人たちの気持ちに寄り添ったり元気づけたりしていきたいと語る。コンサートの楽屋には毎回ギターを持参し、時間をみつけては弾いているという。アイドル誌『Myojo』の読者投票によるランキング企画「あなたが選ぶJr.大賞」の「いちばん美声」部門にて2015年以降4年連続で1位を獲得しており、ジャニーズJr.内での歌唱力はトップクラスである。
作詞・作曲に関しては、まず2013年の年末に、失恋ソング「Tears」とファンへの想いを歌った「Loving」を完成させている。自作のデモテープを事務所スタッフに聴いてもらったところ、「Loving」は温かい曲でよいが、「Tears」の方が耳に残りプロっぽい、と評されたという。その後、「Tears」は2014年の『ジャニーズ銀座2014』Johnnys'Sound公演にて披露、「Loving」は同年の『ガムシャラSEXY夏祭り!!』にて田中樹がラップ詞を加え披露した。田中は京本の生歌を直接携帯電話のボイスメモに録音し、それを繰り返し聴きラップ詞を制作したという。翌2015年の『ジャニーズ銀座2015』では、京本が作詞したものにジェシーがメロディーを付け作曲した「僕らの朝」をデュエットし、2016年の『少年たち 危機一髪！』では、手越祐也が作曲、京本が作詞した「茜空」を披露した。さらに、2017年の『東西SHOW合戦』では、ジェシーと共に作詞した「Why」を披露。この曲について京本は、最初好きな人が結婚することに対する祝福ともどかしい気持ちを綴る予定であったが、周囲に結婚している人もいなかったため、普通の失恋ソングとなったと語っている。同年の『サマステ 〜君たちが〜KING'S TREASURE』では、自作曲「SUNRISE」をギターの弾き語りで歌う。自分なりの応援歌であったが「勇気が出ました」というファンレターが数多く届き、拙い弾き語りでもメッセージを届けることができたと語る。

#### 尊敬する先輩
尊敬する先輩は滝沢秀明、手越祐也、山下智久、戸塚祥太。
滝沢秀明は尊敬する先輩を超えて「師匠」であると語る。以前共演した際、熱を出して挫けそうになっていたところ、滝沢が自分より高熱を出していたにもかかわらず毅然と舞台に立っていたことを知り、自分の甘さを反省するきっかけになったという。それ以降滝沢が自分のプロ意識の基準となったと語る。また、滝沢の舞台に出演することにより、"ひとりではできないこともある。みんなでひとつのものを作り上げる素晴らしさ"を気づかせてくれたと語る。ミュージカル『エリザベート』出演時に滝沢より贈られたピンクの名前入りののれんが宝物である。お礼の電話をしたところ、戦ってこいよ、と後押しされ戦闘力が上がったと語る。
A.B.C-Zの戸塚祥太は京本がギターを弾くきっかけとなった。KAT-TUNのコンサートのバックヤードで戸塚がMr.Childrenの「HANABI」をギターで弾いていたのを見て、これまで父親からもらったものの手にしなかったギターを弾き始めるようになったという。尊敬する先輩からギターを貰えたら最高だな、とお願いしたところ戸塚愛用のギターを贈られ、そのギターで毎日練習をしている。2015年初出演『少年たち 世界の夢が…戦争を知らない子供達』の公演前は緊張状態が続いていたため戸塚に相談したところ的確なアドバイスをもらい、その言葉に救われたという。
中学1年生の時に手越祐也の歌声を聴いてから憧れるようになる。食事に行き音楽の話をしたり、歌の指導をしてもらったりしている。憧れの先輩の前で歌うのは緊張するがアドバイスを貰えて嬉しかったという。『少年たち 危機一髪！』では、手越作曲京本作詞の共作「茜空」を披露。制作には4か月ほどかけたという。同曲は2018年『ジャニーズJr.祭り 2018』SixTONES単独公演でも自身のソロ曲として選曲。手越のコーラス、戸塚からもらったギターでの弾き語りで歌い上げた。

### 趣味
18歳頃から友達と休みの日に京都に行ってお寺巡りをしていたが、19歳の頃から一人で京都や奈良を訪れ本格的にお寺や神社巡りをするようになる。2017年になり御朱印帳の存在を知り、御朱印集めをするようになる。参拝することで心が癒されるパワースポットであり、また御朱印を集めることで自分がおまいりをした証が残せるため、御朱印帳が自分にとってお守りのような役割を果たしてるという。2冊目に京都南禅寺のトラが描かれた御朱印帳を入手している。
これまでに三十三間堂、清水寺、六波羅蜜寺、六角堂、などを訪れている。『少年たち LIVE』期間中はSnow Manの岩本照と早朝から神社巡りをし、ツアー中に10箇所以上訪れた。日本テレビ系バラエティ番組『沸騰ワード10』では、「御朱印に取り憑かれた京本大我（SixTONES）」という企画コーナーが放送されている。

### 性格・嗜好
- 慎重派かつ心配性であり、自分が納得いくまで準備しないと緊張が取れないという[70]。それを克服するために本番前は「余裕」という言葉をよく使うようになりそれが口癖となった[28]。
- 「あんず」というヨークシャーテリアを飼っており[28]、夜の公園に散歩に出かけることが癒しの一つになっている[71]。
- 『名探偵コナン』が好きで[72]、Travis Japanの七五三掛龍也らと共に期間限定のコナンカフェに行ったり[73]、自分の誕生日以外で好きな日に江戸川コナンの誕生日5月4日を上げるほど[74]。コナン愛が認められ、2025年には『名探偵コナン』トレーディングカードゲームシリーズのアンバサダーにも就任した[75]。
- トマトが大好きで3歳の頃から毎日のように食べている[76]。

## 出演
ユニットでの出演はKitty Jr.、少年邦楽専科、SixTONES#出演を参照。個人での出演のみ記載。

### 舞台
- One! -the history of Tackey-（2006年9月5日 - 28日、日生劇場）[77] - 滝沢（少年期） 役[78]
- 滝沢演舞城 2007（2007年7月3日 - 29日、新橋演舞場）[79]
- DREAM BOYS（2007年9月5日 - 30日、帝国劇場）- ユウキ 役（森本慎太郎・森本龍太郎とトリプルキャスト）[80]
- DREAM BOYS（2008年3月4日 - 30日、帝国劇場）[81]
- 滝沢演舞城 '08 命（LOVE）（2008年4月2日 - 27日、新橋演舞場）[82]
- PLAYZONE FINAL 1986-2008〜SHOW TIME Hit Series〜 Change（2008年7月6日 - 8月8日、青山劇場） - 特別出演[81]
- 新春滝沢革命（2009年1月1日 - 27日、帝国劇場）[83]
- 滝沢演舞城 '09 タッキー&Lucky LOVE（2009年3月29日 - 4月26日、新橋演舞場）[83]
- 新春滝沢革命（2011年1月1日 - 27日、帝国劇場）[84]
- DREAM BOYS（2011年9月3日 - 25日、帝国劇場）[84]
- 帝劇 Johnnys Imperial Theatre Special「Kis-My-Ft2 with ジャニーズJr.」（2011年9月27日 - 29日、帝国劇場）[85]
- ABC座 星（スター）劇場（2012年2月4日 - 29日、日生劇場）[86]
- Johnny's Dome Theatre 〜SUMMARY2012〜（2012年9月8日 - 9日、TOKYO DOME CITY HALL）[86]
- 滝沢演舞城 2013（2013年4月7日 - 5月12日、新橋演舞場）- 新田真之介 役[87]
- ANOTHER（2013年9月4日 - 28日、日生劇場）[88]
- Live House ジャニーズ銀座（2013年4月29日・30日・5月11日・25日・31日〔noon boyz + ジャニーズJr.≪Part1≫〕、5月12日・26日〔松島聡／マリウス葉 + Sexy Boyz + ジャニーズJr.≪Part1≫〕、シアタークリエ）[89]
- 滝沢歌舞伎 2014（2014年3月6日 - 30日、博多座 / 4月7日 - 5月6日、新橋演舞場）[90]
- ジャニーズ銀座 2014（2014年5月7日 - 8日〔Johnnys'Sound〕・5月9日 - 11日〔ジャニーズJr.≪Part1≫〕・ 5月28日 - 29日〔ジャニーズJr.≪Part2≫〕、シアタークリエ）[91][92]
- エリザベート（2015年6月12日 - 8月25日、帝国劇場）- ルドルフ（オーストリア皇太子） 役（古川雄大とWキャスト）[14]
  - エリザベート（2016年6月28日 - 7月26日、帝国劇場[15] / 8月6日 - 9月4日、博多座[16] / 10月8日 - 23日、中日劇場[17]）- ルドルフ（オーストリア皇太子） 役（古川雄大とWキャスト）
  - エリザベート（2019年6月7日 - 8月26日、帝国劇場）- ルドルフ（オーストリア皇太子） 役（三浦涼介、木村達成とトリプルキャスト）[93]
- スーベニア〜騒音の歌姫〜（2016年2月19日 - 3月10日、シアターコクーン・サンケイホールブリーゼ）- ホフマン・デューク 役 [94]
- 滝沢歌舞伎2016（2016年4月10日 - 5月15日、新橋演舞場）[95]
- 恋する♡ヴァンパイア（2018年3月9日 - 11日、天王洲 銀河劇場 / 3月16日、広島アステールプラザ / 3月23日 - 25日、森ノ宮ピロティホール / 3月28日 - 4月1日、天王洲 銀河劇場〔東京凱旋公演〕）- ハルト 役[96]
  - HARUTO（2019年3月7日 - 13日、品川プリンスホテル クラブeX / 3月16日、森ノ宮ピロティホール）- 主演・ハルト 役[97][98]
- BOSS CAT〜シャルル・ペロー『長靴をはいた猫』より〜（2018年7月6日 - 8日、東京・よみうり大手町ホール / 7月19日- 22日、大阪・梅田芸術劇場 シアター・ドラマシティ）- 主演・猫 役[99]
- ニュージーズ（2021年10月9日 - 30日、日生劇場 / 11月11日 - 17日、梅田芸術劇場）[注 2]- 主演・ジャック 役[102]
- 流星の音色（2022年8月4日[注 3] - 17日、新橋演舞場 / 8月21日 - 28日、御園座 / 8月31日 - 9月4日、京都四条南座 / 9月8日 - 9日、広島文化学園HBGホール）- 主演（音楽も兼任）[104]
- シェルブールの雨傘（2023年11月4日 - 26日、新橋演舞場 / 12月3日 - 10日、大阪松竹座 / 12月14日 - 16日、広島文化学園HBGホール） - 主演・ギイ・フーシェ 役[105]
- モーツァルト!（2024年8月19日 - 9月29日、帝国劇場 / 10月、梅田芸術劇場 メインホール / 11月、博多座） - 主演・ヴォルフガング・モーツァルト 役（古川雄大とWキャスト）[106][107]
- Once（2025年9月9日 - 28日〈予定〉、日生劇場 / 10月4日・5日〈予定〉、御園座 / 10月11日 - 14日〈予定〉、梅田芸術劇場 メインホール / 10月20日 - 26日〈予定〉、博多座） - 主演・ガイ 役[108][109]

### テレビドラマ
- 私立バカレア高校（2012年4月14日 - 6月30日、日本テレビ）- 寺川麻耶 役[110][111]
- 仮面ティーチャー（2013年7月6日 - 9月28日、日本テレビ）- ボン 役[112]
- 鼠、江戸を疾る（2014年1月9日 - 3月20日、NHK総合）- 米原広之進 役
  - 鼠、江戸を疾る 2（2016年4月14日 - 6月2日、NHK総合）- 米原広之進 役[113][114]
- お兄ちゃん、ガチャ（2015年1月11日 - 3月29日、日本テレビ）- ジェントル 役[115]
- 束の間の一花（2022年10月18日 - 12月20日、日本テレビ） - 主演・萬木昭史 役[116][117]
- ハマる男に蹴りたい女（2023年1月14日 - 3月18日、テレビ朝日） - 香取俊 役[118]
- ラストマン-全盲の捜査官- 第8話（2023年6月11日、TBS） - 清水拓海 役[119]
- お迎え渋谷くん（2024年4月2日 - 6月18日、関西テレビ・フジテレビ） - 主演・渋谷大海 役[120]
- 霊験お初〜震える岩〜（2024年5月4日、テレビ朝日） - 古沢右京之介 役[121]

### 映画
- 硫黄島からの手紙（2006年12月9日、ワーナー・ブラザース）- 声の出演[122]
- 劇場版 私立バカレア高校（2012年10月13日、ショウゲート）- 寺川麻耶 役[123]
- 劇場版 仮面ティーチャー（2014年2月22日、ショウゲート）- ボン 役[124]
- 忍ジャニ参上! 未来への戦い（2014年6月7日、松竹）- カゲマル 役[125]
- 映画 少年たち（2019年3月29日、松竹）- ジュン 役[126]
- TANG タング（2022年8月11日、ワーナー・ブラザース映画） - 林原信二 役[127]
- 言えない秘密（2024年6月28日、ギャガ） - 主演・樋口湊人 役[128][129]
- 見える子ちゃん（2025年6月6日、KADOKAWA） - 遠野善 役[130]

### テレビアニメ
- 半妖の夜叉姫 第43話（2022年2月12日、読売テレビ・日本テレビ系）- 6x’s・ジュリアン 役（ゲスト）[131]

### 音楽番組
- ガムシャラJ's Party !!（2014年7月5日 - 2015年3月28日、テレ朝チャンネル1）[132][133]

### バラエティ番組
- ガムシャラ!（2014年4月12日 - 2016年4月2日、テレビ朝日）[134]

### テレビ番組
- 京本大我 ハロー・トニー！（2024年4月28日、WOWOW）[135]
- 生中継！第77回トニー賞授賞式（2024年6月17日、WOWOW） - スペシャルサポーター[136]
- 京本大我 ハロー・トニー！in NY（2025年5月6日、WOWOW）[137]
- 生中継！第78回トニー賞授賞式（2025年6月9日、WOWOW） - スペシャルサポーター[138]

### 配信ドラマ
- ホメる男に知りたい女（2023年3月4日 - 18日、TELASA） - 主演・香取俊 役[139]

### ラジオ
- J-WAVE SPECIAL MUSIC NAVIGATOR（2020年7月23日、J-WAVE）[140][141]

### CM・広告
出演
- セイコーホールディングス創業130周年記念CM「美しい女性(ひと)篇」（2011年9月1日 - ）
- サーティワンアイスクリーム 真夏の雪だるま大作戦！キャンペーン「パレード」編（2012年7月21日 - 9月9日）
- いなば食品 「いなばのタイカレー」（2014年7月15日 - ）
- タカラトミー「『名探偵コナン』トレーディングカードゲームシリーズ（2025年4月18日 - ） - アンバサダー

撮影
- ミュシャ「ホリデーコレクション"The moon and the stars"」（2024年10月 - ）

### コンサート
- you達の音楽大運動会（2006年9月30日 - 10月1日、国立代々木第一体育館）[147]
- ジャニーズJr. の大冒険!'07＠メリディアン（2007年8月15日 - 24日、ホテル・グランパシフィック・メリディアン「パレロワイヤル」）[148]
- A.B.C-Zプロデュース フレッシュジャニーズJr.フェスティバル「みんなクリエに来てクリエ！」Part3（2010年5月28日 - 31日、シアタークリエ）[149]
- 年末ヤング東西歌合戦!東西Jr.選抜大集合2010!（2010年11月27日、NHKホール）[149]
- フレッシュジャニーズJr. IN 横浜アリーナ（2012年12月16日、横浜アリーナ）[150]
- JOHNNYS' Worldの感謝祭 in TOKYO DOME（2013年3月16日 - 17日、東京ドーム）[要出典]
- ガムシャラ J's Party !! Vol.4（2014年5月13日 - 14日、EXシアター六本木）[151]
- ガムシャラ J's Party !! Vol.5（2014年6月4日 - 5日、EXシアター六本木）[151]
- ガムシャラ Sexy 夏祭り !! （2014年7月31日 - 8月8日、EXシアター六本木）[151]
- ガムシャラ J's Party !! Vol.6（2014年12月17日 - 18日、EXシアター六本木）[152]
- ガムシャラ J's Party !! Vol.7（2015年1月23日 - 26日、EXシアター六本木）[153]
- ガムシャラ J's Party !! Vol.8（2015年2月19日 - 21日、EXシアター六本木）[153]
- ガムシャラ J's Party !! Vol.9 〜春休みコンサート〜（2015年3月30日 - 4月2日、EXシアター六本木）[153]
- ディズニー・ブロードウェイ・ヒッツ feat. アラン・メンケン supported by ディズニー★JCBカード（2023年8月16日 - 18日、 東京国際フォーラム ホールA）[154]
- ディズニー・ブロードウェイ・ヒッツ feat. アラン・メンケン supported by ディズニー★JCBカード（2025年7月1日 - 3日、東京国際フォーラム ホールA）[155]

### イベント
- ジャニーズ選抜大運動会（2009年12月13日、東京ドーム）
- Marching J ジャニーズチャリティー野球大会（2011年5月29日、東京ドーム）
- ジャニーズJr.選抜 野球大会 2012春（2012年3月18日、東京ドーム）

### ソロライブ
- TAIGA KYOMOTO Anniversary Event『30 -THI"ART"Y-』（2024年12月3日、東京ガーデンシアター）[24][156]
- TAIGA KYOMOTO LIVE TOUR 2025 BLUE OF LIBERTY（2025年5月8日、Zepp Nagoya / 6月3日 - 5日、Zepp Osaka Bayside / 6月17日・18日、Zepp Haneda / 7月10日・11日、東京ガーデンシアター）[26][157][158]

## 作品
順位はオリコンチャートのウィークリーアルバムランキングでの最高順位を示す。

### アルバム
| ＃  | 発売日        | タイトル | 販売形態 | 販売形態 | 規格品番   | 順位 |
| --- | ------------- | -------- | -------- | -------- | ---------- | ---- |
| 1st | 2025年4月23日 | PROT.30  | CD+BD    | 初回盤A  | SECJ-112/3 | 1位  |
| 1st | 2025年4月23日 | PROT.30  | CD+DVD   | 初回盤A  | SECJ-114/5 | 1位  |
| 1st | 2025年4月23日 | PROT.30  | CD+BD    | 初回盤B  | SECJ-116/7 | 1位  |
| 1st | 2025年4月23日 | PROT.30  | CD+DVD   | 初回盤B  | SECJ-118/9 | 1位  |
| 1st | 2025年4月23日 | PROT.30  | CD       | 通常盤   | SECJ-120   | 1位  |

### オリジナル曲
JASRAC公式サイトの「作品データベース検索サービス」におけるアーティスト名「京本大我」での登録内容をもとに記述。
- Tears（作詞・作曲：京本大我）JASRAC作品コード：200-1174-1
- 茜空（作詞：京本大我、作曲：手越祐也）JASRAC作品コード：221-8626-3
- 癒えない（作詞：京本大我、作曲：飯田涼太）JASRAC作品コード：244-7687-1
- THE OTHER SIDE（作詞：新美香、作曲：高橋哲也）JASRAC作品コード：220-0066-6
- We can't go back  - 『CREAK』〈初回盤B〉収録
- Night rider - 『BOYZ』〈初回盤B〉収録

### ユニット・デュエット曲
ジェシー
- 僕らの朝（作詞：京本大我、作曲：JぇSSE）JASRAC作品コード：208-8058-8
- WHY （作詞：JぇSSE /京本大我、作曲：BOYES PETER /HALLGREN JON）JASRAC作品コード：1K3-6311-1
- You are the only one -『GOLD』〈初回盤B〉収録

松村北斗
- ってあなた -『1ST』〈初回盤B：音色盤〉収録

田中樹
- With The Flow - 『CITY』〈初回盤B〉収録

髙地優吾
- ラ・ラ・ラ・ラブストーリー - 『声』〈初回盤B〉収録

森本慎太郎
- 希望の唄 - 『THE VIBES』〈初回盤B〉収録

### ミュージック・ビデオ
| 年   | タイトル    | リンク     |
| ---- | ----------- | ---------- |
| 2024 | Prelude     | [ 動画 1 ] |
| 2024 | WONDER LAND | [ 動画 2 ] |
| 2024 | Blue night  | [ 動画 3 ] |
| 2025 | 滑稽なFight | [ 動画 4 ] |

## 書籍

### 雑誌連載
- 京本大我(SixTONES) 東京和奏（KADOKAWA『東京ウォーカー』2019年6月号 - 2020年6月7月合併号[162]）
- 京本大我亭主のもてなし（淡交社『月刊なごみ』 2022年1月号 - [163]）

### 写真集
- Retrace,（2024年12月3日発売）[164]